# باکلان نیوزیلندی
باکلان نیوزیلندی، باکلان رخ‌زبر یا باکلان شاهی (نام علمی: Phalacrocorax carunculatus) نام یک گونه از سرده باکلان‌های سیاه است.